# Aburizal Bakrie
Aburizal Bakrie (ur. 15 listopada 1946 w Dżakarcie) – indonezyjski polityk i przedsiębiorca.
W latach 2004–2005 Bakrie był ministrem koordynującym ds. gospodarki Indonezji. W latach 2005–2009 był ministrem koordynującym ds. dobrobytu ludności. W latach 2009–2014 przewodniczył partii Golkar. W maju 2015 roku ponownie objął stanowisko przewodniczącego.
Jego ojcem był Achmad Bakrie, założyciel koncernu Bakrie Group.